# Larroque (Tarn)
Larroque település Franciaországban, Tarn megyében. Lakosainak száma 161 fő (2022. január 1.). Larroque Castelnau-de-Montmiral, Penne, Puycelsi, Bruniquel és Puygaillard-de-Quercy községekkel határos.

## Népesség
A település népességének változása:
| Lakosok száma | 173  | 169  | 166  | 158  | 155  | 153  | 149  | 155  | 161  |
|               | 2013 | 2015 | 2016 | 2017 | 2018 | 2019 | 2020 | 2021 | 2022 |